# رنگرزان سفلی
رنگرزان سفلی، روستایی از توابع بخش زاغه شهرستان خرم‌آباد در استان لرستان ایران است.

## جمعیت
این روستا در دهستان قاد رحمت قرار دارد و براساس سرشماری مرکز آمار ایران در سال ۱۳۸۵، جمعیت آن ۳۶۹ نفر (۷۰خانوار) بوده‌است.

## تقسیم‌بندی
این روستا به سه روستا وسطی سفلی، علیا و وسطی است و منابع آب آشامیدنی و کشاورزی از قناتی است که دارای قدمت تاریخی است و اخیراً بعد از انقلاب توسط جهاد کشاورزی ترمیم و تصحیح شده است.

## محصولات
محصولات این روستا عبارتند از جو و گندم دیم که توسط دست یا ماشین آلات مدرن به دست می‌آید.